# كارولينا سيفاستيانوفا
كارولينا أندرييفنا سيفاستيانوفا (الروسية:Каролина Андреевна Севастьянова ؛ من مواليد 25 أبريل 1995) لاعبة جمباز إيقاعية روسية حصلت على الميدالية الذهبية في مسابقة جمباز المجموعة الإيقاعية الشاملة للسيدات في دورة الألعاب الأولمبية الصيفية 2012  مع أناستاسيا بليزنيوك، أوليانا دونسكوفا، كسينيا دودكينا ،ألينا ماكارينكو، أناستاسيا نازارينكو،  كذلك حصلت على ذهبية جمباز مسابقة جمباز المجموعة الإيقاعية الشاملة للسيدات في دورة الألعاب الأوروبية  2012 وبطلة المجموعة الشاملة للألعاب الأولمبية للشباب لعام 2010.
ظهرت في المسابقات الدولية وتنافست سيفاستيانوفا كلاعبة جمباز فردية على مستوى الناشئين، تنافست في ملكة جمال فالنتين الدولية للجمباز 2005 في إستونيا مع مارغريتا مأمون، في وقت لاحق  بدأت التنافس مع المجموعة الروسية، كعضوًا في مجموعة الناشئين الروسية فازت بالميدالية الذهبية في دورة الألعاب الأولمبية للشباب 2010. ثم تم اختيارها للتنافس مع المجموعة الروسية العليا في عام 2012 كبديل للمصابة ناتاليا بيتشوزكينا. فازوا بالميدالية الذهبية في بطولة أوروبا 2012 وفي نهائي كأس العالم في مينسك.

## روابط خارجية
- موقع كارولينا سيفاستيانوفا
- كارولينا سيفاستيانوفا على إنستغرام